# Tibetia yunnanensis
Tibetia yunnanensis är en ärtväxtart som först beskrevs av Adrien René Franchet, och fick sitt nu gällande namn av Hung Pin Tsui. Tibetia yunnanensis ingår i släktet Tibetia och familjen ärtväxter. Inga underarter finns listade i Catalogue of Life.